# Sarcófago de Taremetchenbastet

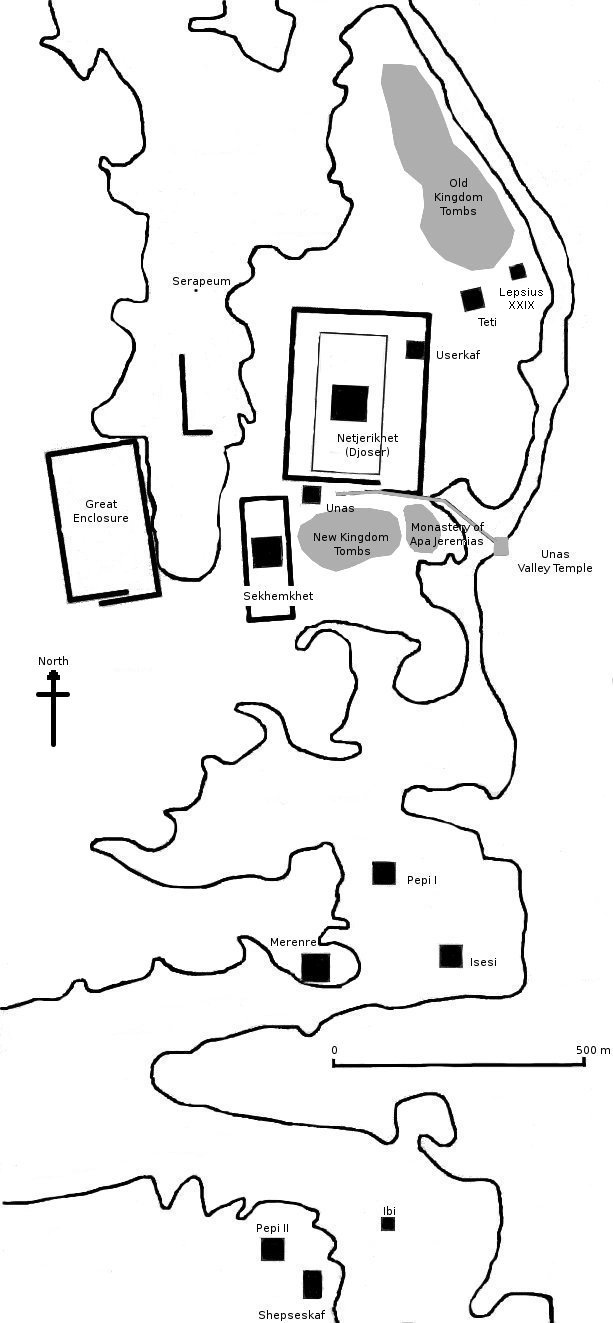
Plano de la necrópolis de Saqqara.

El Sarcófago de Taremetchenbastet es un sarcófago de madera elaborado en la Dinastía XXVI, que transcurre del año 672 a 525 a. C., también denominada Saíta, por tener su capital en Sais; fue la última dinastía nativa que gobernó Egipto antes de la conquista persa. Se la considera el inicio del Periodo Tardío de Egipto (configuran este periodo las dinastías XXVI, XXVII, XXVIII, XXIX, XXX y XXXI). Pertenece a la colección del Museo Arqueológico Nacional de Madrid (España), en el que tiene el número de inventario 15159.

## Hallazgo e historia
El sarcófago fue hallado en Saqqara, emplazamiento de la necrópolis principal de la ciudad de Menfis, en la ribera occidental del Nilo, situada a unos treinta kilómetros de El Cairo y 17 de la ciudad de Guiza. Estuvo en uso desde la dinastía I (ca. 3050 a. C.) hasta época cristiana (ca. 540). 
El sarcófago estaba destinado para acoger a un hombre aunque fue utilizado por Taremetchenbastet, hija de Pthairdis durante la dinastía XXVI de Egipto, durante el Periodo Tardío de Egipto.